# Viber
Viber è un software proprietario che offre un'applicazione VoIP di messaggistica istantanea. È una delle più diffuse piattaforme software che permette, a titolo del tutto gratuito, di effettuare telefonate e inviare messaggi di testo e con immagini ad alta definizione, tramite WiFi o reti che siano almeno 3G. È stata fondata e co-proprietà di quattro partner israeliani: Talmon Marco (amministratore delegato), Igor Megzinik, Sani Maroli e Ofer Smocha. Il 14 febbraio 2014, la start-up è stata acquisita dalla società giapponese Rakuten per 900 milioni di dollari.

## Descrizione
L'applicazione è nata inizialmente per il sistema operativo iOS di Apple per poi diventare multi piattaforma, disponibile su Android, BlackBerry, Windows Phone e Symbian OS. Viber sincronizza i contatti già presenti nella rubrica del telefono e riconosce quali contatti hanno già attivato il servizio e sono quindi raggiungibili. Pertanto, dopo l'installazione non c'è bisogno di aggiungere nuovi contatti in una nuova rubrica. Dopo le recenti modifiche, è possibile interagire con l'applicazione senza dover interrompere quello che si sta facendo, in quanto i messaggi in arrivo appaiono in primo piano e scompaiono non appena il destinatario li ha visualizzati e/o ha risposto a questi ultimi. I recenti aggiornamenti apportati all'applicazione hanno anche reso possibile la messaggistica di gruppo.
Molti operatori telefonici presero in considerazione l'idea di far pagare agli utenti una tassa per l'utilizzo di applicazioni VoIP come Viber.
Il 13 febbraio 2014 Rakuten, colosso dell'e-commerce giapponese, annuncia l'acquisizione di Viber per 900 milioni di dollari.

Il logo di Viber usato fino al 2017.